# New York Amsterdam News
Le New York Amsterdam News, souvent raccourci en Amsterdam News, est l’un des hebdomadaires américains les plus influents sur l'opinion afro-américaine, depuis 1940. Il est fondé en 1909 par James Henry Anderson dans le quartier de Harlem. Son siège est situé au 2340, boulevard Frederick Douglass à Harlem, dans la ville de New York. Sa ligne éditoriale est centrée sur la culture afro-américaine, et jette une vision « black » sur les événements nationaux et internationaux et les problèmes concernant la ville de New York et de ses environs.
À son apogée dans les années 1940, il tirait à 100 000 exemplaires et était alors l'un des plus gros tirages de la presse afro-américaine. Il a publié, entre autres, les chroniques de W. E. B. Du Bois, Roy Wilkins, Adam Clayton Powell Jr. et Malcolm X, acteurs fondamentaux du Mouvement des droits civiques. Son éditeur actuel est Elinor Tatum.

## Histoire
L'hebdomadaire Amsterdam News est fondé par James Anderson, le premier numéro sort le 4 décembre 1909. Le premier numéro est créé de façon artisanale avec un investissement de 10 dollars dans l’appartement de James Henry Anderson au 132 W 65th Street. à Manhattan, proche de la dixième avenue ou Amsterdam avenue,.

### La ligne éditoriale
Dans un premier temps, l’hebdomadaire est centrée sur l'actualité sociale de la communauté afro-américaine new-yorkaise : mariages, fiançailles, naissances et événements caritatifs pour peu à peu s'ouvrir à la culture afro-américaine et la politique nationale grâce à la rédaction d'articles réalisées par des personnalités afro-américaines telles que WEB Du Bois, Joel Augustus Rogers, Roy Wilkins, Adam Clayton Powell, Marvel Cooke, Timothy Thomas Fortune, etc. Peu à peu, l'Amsterdam News devient un des relais new-yorkais de la Renaissance de Harlem, du mouvement des droits civiques, de la National Association for the Advancement of Colored People (NAACP),,.
Au milieu des années 1940, il devient l'un des quatre principaux titres de la presse afro-américaine aux côtés du Pittsburgh Courier, du Baltimore Afro-American (dit l'Afro-American ou l'Afro) et du Chicago Defender. et tire à 100 000 exemplaires,
Dans les années 1950 et 1960, l'Amsterdam News est à l'avant-garde de la chronique des événements tels que le boycott des bus de Montgomery en Alabama, des Marches pour la liberté / Freedom Riders et les diverses émeutes.
En 1958, Malcolm X y publie sa chronique « God Angry Man ».
De 1962 à 1966, Martin Luther King y publie des articles abordant les thèmes de l'efficacité de la non-violence, de l'état du mouvement des droits civiques et du rôle des églises dans la lutte pour la liberté,.
Dans les années 1970, l'hebdomadaire dénoncera les différentes violences policières exercées contre les Noirs, pour devenir plus modéré à partir des années 1980.

### Les changements de propriétaires
En 1926, Sadie Warren l'épouse de l'éditeur Edward Warren achète le journal qui travers la crise de 1929 et se bat pour sa survie,,.
En 1935, le journal est racheté par deux médecins afro-américains, les docteurs  et Phillip M.H. Savory pour 2 500 dollars chacun et doivent se charger d'apurer une dette de 55 000 dollars,.
En 1965, le docteur Phillip M.H. Savor, décède, le docteur C. B. Powel devient l'unique propriétaire.
En 1971, alors qu'il a 75 ans C. B. Powel annonce qu'il prend sa retraite et vend l'Amsterdam News à Amnews Corporation qui en est l'actuel propriétaire, la direction est assurée par Wilbert A. Tatum de 1982 à 1997, cédant ses fonctions d'éditeur et de rédacteur en chef à sa fille Elinor Tatum (en), cette dernière assurant ces fonctions jusqu'à ce jour,,.

### Les changements de siège
En 1916, le siège emménage au 2293, de la septième avenue de Manhattan puis en 1938, il s'installe au 2271 de cette même septième avenue,.
En 1940, le siège prend place à son adresse actuelle au 2340, du boulevard Frederick Douglass à Harlem,,.